# 専門学校浜松デザインカレッジ
専門学校　浜松デザインカレッジ（せんもんがっこうはままつでざいんかれっじ）は、静岡県浜松市中区（現：中央区）中央三丁目に存在した静岡理工科大学系列の専門学校。

## 沿革
- 2008年 - 静岡デザイン専門学校浜松校として開校。グラフィックデザイン科、ファッションビジネス科を開設。
- 2011年 - 専門学校浜松デザインカレッジに校名変更。[1]学科再編成により、グラフィックデザイン科、ファッション・コーディネート科、メイク・ネイル・ビューティー科の3学科に改変。
- 2021年 - 専門学校浜松デザインカレッジと浜松情報専門学校が統合し浜松未来総合専門学校となる。

## 学科
- グラフィックデザイン科
  - 広告デザインコース
  - イラスト・コミックコース
- ファッション・コーディネート科
- メイク・ネイル・ビューティー科
  - メイクコース
  - ネイルコース